# نویونایتد
نویونایتد (گاهی اوقات به اختصار NU) یک گروه پاپ جهانی است که در سال ۲۰۱۷ توسط سایمون فولر در غرب هالیوود، شهرستان لس آنجلس، ایالات متحده آمریکا تشکیل شد. این گروه در ابتدا متشکل از ۱۴ عضو از ۱۴ کشور بود. این گروه در حال حاضر ۹ عضو فعال دارد. برخی دیگر یا پس از پایان قراردادشان برای دنبال کردن مشاغل انفرادی رفته‌اند یا غیرفعال هستند. هر عضو نماینده یک کشور متفاوت با امکان اضافه کردن اعضای جدید از سایر کشورها و همچنین امکان انتقال نمایندگی به نسل جدیدی از اعضا است.
در اواسط سال ۲۰۱۶، سایمون فولر، خالق Idols و مدیر اسپایس گرلز، جستجوی استعدادها را برای تحقق طرح خود برای ایجاد یک گروه پاپ جهانی با اعضایی از سراسر جهان آغاز کرد. انتخاب از طریق رسانه‌های اجتماعی و همچنین مدارس رقص و آکادمی‌های موسیقی و با استفاده از طراحان رقص، مربیان آواز و ترانه سرایان متخصص انجام شد.